# Ferrières-Haut-Clocher
Ferrières-Haut-Clocher is een gemeente in het Franse departement Eure (regio Normandië). De plaats maakt deel uit van het arrondissement Évreux. Ferrières-Haut-Clocher telde op 1 januari 2022 1.119 inwoners.

## Geografie
De oppervlakte van Ferrières-Haut-Clocher bedroeg op 1 januari 2022 11,38 vierkante kilometer; de bevolkingsdichtheid was toen 98,3 inwoners per km².

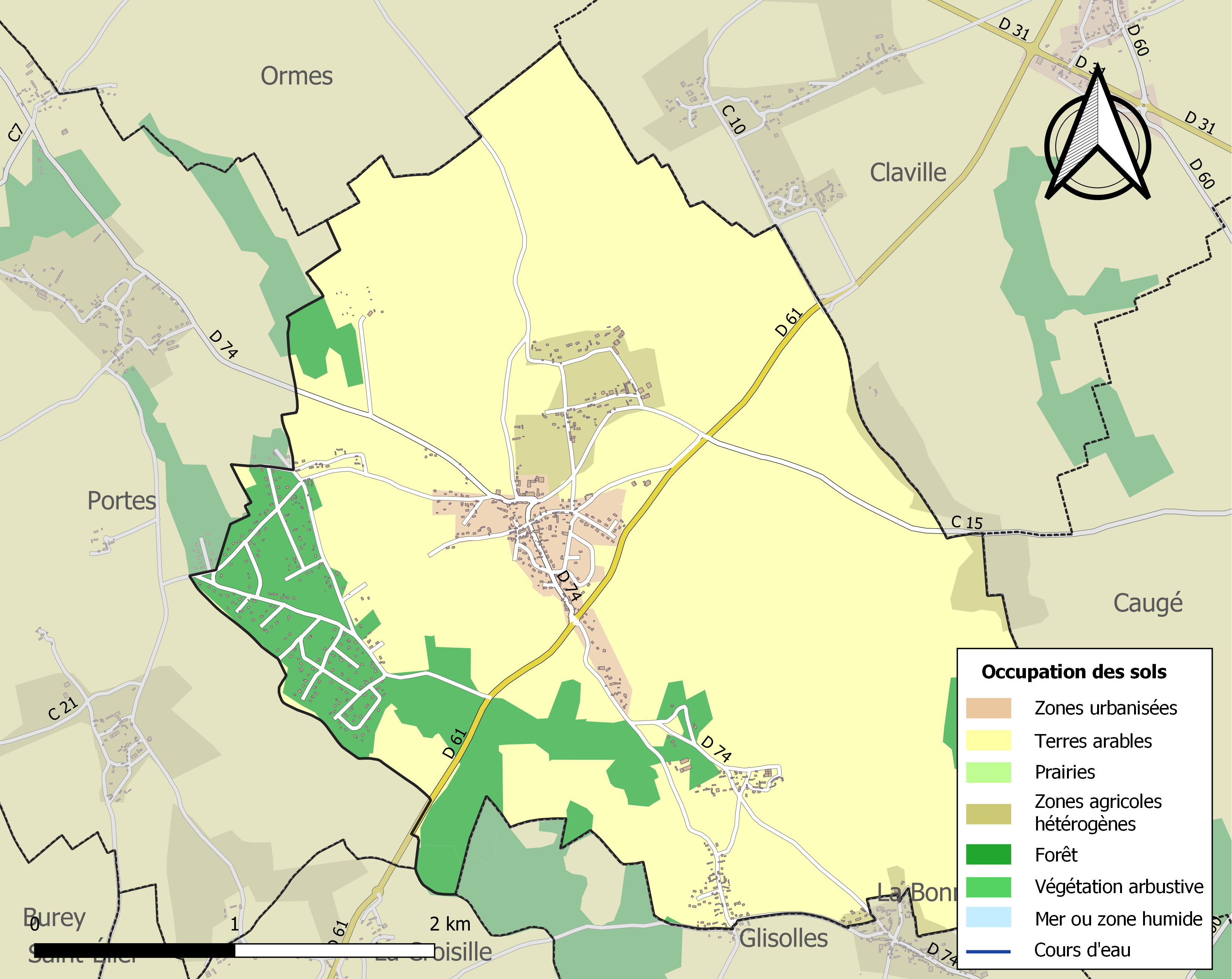
Kaart van de gemeente met belangrijkste infrastructuur, bodemgebruik en omliggende gemeenten

## Demografie
Onderstaande figuur toont het verloop van het inwonertal (bron: INSEE-tellingen).